# تیبریلا
تیبریلا شهری در شهرستان ناندیالا در استان بولکیمده در بورکینافاسوی غربی مرکزی است جمعیت آن ۳۲۳۵ نفر است.